# Poggio Turco
Il Poggio Turco è un rilievo dell'isola d'Elba.

## Descrizione
Situato nell'estremo settore sud-orientale dell'isola, nel comprensorio di Capoliveri, raggiunge un'altezza di 191 metri sul livello del mare.
Il toponimo, attestato nel 1840 nella forma Poggio al Turco, fa riferimento ad una postazione di guardia (XVI secolo) in funzione degli assalti turchi.